# Corinne Le Poulain
Corinne Le Poulain (ur. 26 maja 1948 w Neuilly-sur-Seine, zm. 10 lutego 2015 w Paryżu) – francuska aktorka.
Zadebiutowała w teatrze w roku 1967 w sztuce Czterdzieści karatów Pierre Barilleta i Jean-Pierre Gredy’ego. Następnie jest partnerką Jeana Marais w Prowokacji. Wielką popularność przyniosła jej rola tytułowej Sally w serialu telewizyjnym Sam i Sally (1978–1980), gdzie grała obok Georgesa Descrières.
Wybrana filmografia:
- 1973: Arsene Lupin: Osiem uderzeń zegara II, odc. 8 (Arsene Lupin Les huit coups del'horloge) — jako Hortense